# Geldhoeveelheid

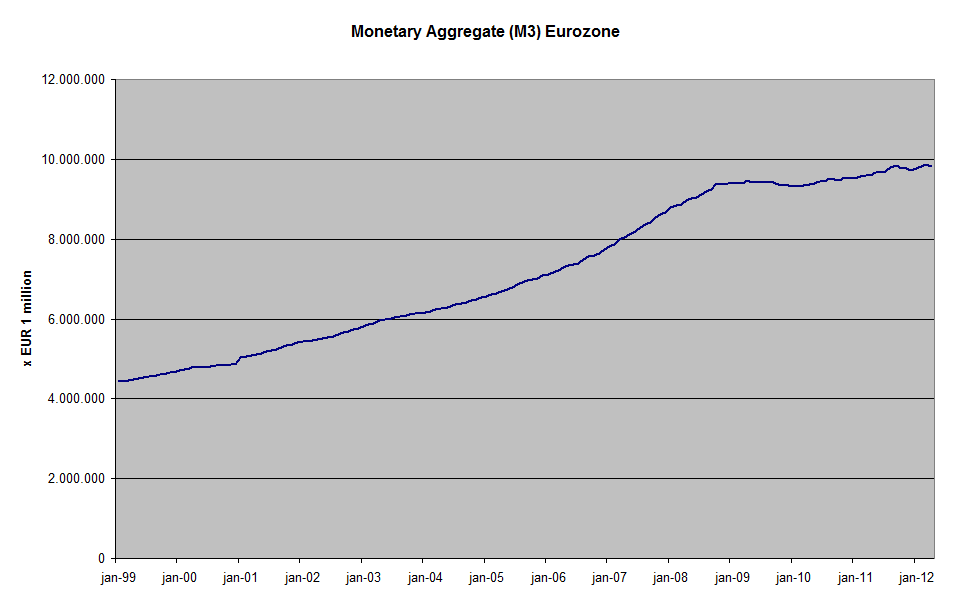
Ontwikkeling geldhoeveelheid Eurozone (M3) sedert 1999

De geldhoeveelheid of geldvoorraad is de totale hoeveelheid geld die op enig moment binnen een economie of monetaire zone in omloop is. Processen die de geldhoeveelheid vergroten worden geldschepping genoemd; het omgekeerde heet geldvernietiging. Geldschepping wordt verricht door banken, wanneer deze kredieten verstrekken; geldvernietiging door huishoudens en niet-bancaire instellingen, wanneer die hun schulden bij banken aflossen.
Er zijn meerdere manieren om 'geld' te definiëren, maar standaardmetingen omvatten alle valuta die in omloop zijn, en deposito’s bij banken. Data van de geldvoorraad wordt bijgehouden en regelmatig gepubliceerd, meestal door overheden of centrale banken. Zowel openbare als particuliere sectoren houden veranderingen in de geldvoorraad in de gaten vanwege de gevolgen hiervan op het prijsniveau, inflatie en de conjunctuur.

## Onderverdeling
De geldhoeveelheid wordt doorgaans verdeeld in diverse aggregaten, elk aangeduid met de letter M (money):
M0: monetaire basis of basisgeld; de totale hoeveelheid chartaal geld (munten en bankbiljetten) en reserves die banken aanhouden bij een centrale bank. In moderne monetaire stelsels schept alleen de centrale bank basisgeld.
M1: enge of maatschappelijke geldhoeveelheid, omvattende chartaal geld (munten en bankbiljetten), voor zover dat in omloop is buiten de banken, en giraal geld, inclusief het elektronisch geld. Tevens bevat M1 direct opvraagbare spaartegoeden.
M2: 'tussenliggende geldhoeveelheid'; M1 plus kortlopende deposito's met een looptijd tot 2 jaar, alsmede deposito's met een opzegtermijn tot 3 maanden.
M3: ruime geldhoeveelheid; M2 plus repo's, aandelen in geldmarktfondsen en korte schuldbewijzen met een looptijd tot 2 jaar.
Opgemerkt wordt dat de definities niet geheel eenduidig zijn. Verschillende centrale banken hanteren iets verschillende omschrijvingen, waarbij met name langer lopend spaargeld in M2 dan wel in M3 ondergebracht kan worden. M3 is de belangrijkste geldhoeveelheid voor de bepaling van de geldgroei.

## Geldschepping en -vernietiging
Geldschepping kan plaatsvinden bij zowel de centrale bank, als bij de algemene banken.
De centrale bank is doorgaans een (semi-)overheidsinstelling en voert monetair beleid uit in samenspraak met de overheid. Ze schept basisgeld, bestaande uit bankbiljetten en (vooral) kasreserves van banken. Het basisgeld is tegenwoordig zuiver fiduciair: de waarde ervan is gebaseerd op vertrouwen, niet inwisselbaarheid voor bijv. goud, zoals in de tijd van de gouden standaard het geval was. Dit geld vloeit als krediet naar de commerciële banken, die dus een schuld bij de centrale bank aangaan. Daarnaast kan de centrale bank geld scheppen via openmarktoperaties. De overheid kan geld scheppen via de centrale bank door obligaties uit te geven, die de centrale bank dan opkoopt: de overheid krijgt nieuw geschapen geld van de centrale bank, de centrale bank een vordering op de overheid.
Bovenop het basisgeld scheppen de algemene banken een (doorgaans veel grotere) hoeveelheid geld, vooral door het verstrekken van krediet. Als een consument (particulier, bedrijf, lagere overheid) een lening aangaat bij een bank, dan schrijft de bank het geleende bedrag bij op de rekening-courant van de kredietnemer. Er is nu nieuw geld geschapen. Dit geld is gedekt door een vordering van de bank op de kredietnemer (wederzijdse schuldaanvaarding). Wanneer de kredietnemer zijn schuld aflost, vernietigt hij geld.
In de praktijk wordt de hoeveelheid geld die een bank zo kan scheppen beperkt door haar noodzaak aan solvabiliteit en liquiditeit. De overheid of centrale bank kan de bank dwingen om een bepaalde fractie van het uitgeleende geld gedekt te hebben door kasgeld (giraal of chartaal; dit wordt fractioneel bankieren genoemd), dat de bank aantrekt door spaar- en betaalrekeningen aan te bieden. Consumenten en bedrijven storten hier geld op, dat ter beschikking komt van de bank (maar waarop de rekeninghouder een vordering heeft).
Over het belang van de reserves die de bank aanhoudt voor de bepaling van de geldvoorraad, verschillen economen van mening:
- De aanhangers van de exogene geldtheorie gaan ervan uit dat basisgeld en stortingen door consumenten (in vroegere economieën, de goudvoorraad) de hoeveelheid geld beperkt. De geldvoorraad wordt van buitenaf bij de banken aangevoerd en door de commerciële banken slechts vermenigvuldigd door het proces van wederzijdse schuldaanvaarding; de maximale factor van vermenigvuldiging (de geldmultiplicator) bepaalt uiteindelijk de maximale geldvoorraad. Dit is de manier waarop geldschepping doorgaans beschreven wordt in leerboeken monetaire economie.
- De aanhangers van de endogene geldtheorie stellen dat het uitschrijven van leningen primair is, en dat de geldvoorraad dus wordt bepaald door de vraag naar krediet. De reserves bij centrale banken worden aangemaakt naargelang de behoefte van de banken.[8][9]

## Maatschappelijk debat
Verschillende organisaties wereldwijd proberen een maatschappelijk debat aan te wakkeren over de huidige praktijk van geldschepping door private banken, die zij zien als een risico voor de stabiliteit van het monetaire systeem.
In Nederland is er de stichting Ons Geld, die een burgerinitiatief startte om dit onderwerp op de agenda van de Tweede Kamer te krijgen. Dit initiatief haalde het vereiste aantal handtekeningen, en als gevolg hiervan is de Wetenschappelijke Raad voor het Regeringsbeleid op verzoek van de Tweede Kamer in 2016 een onderzoek begonnen.
In Zwitserland werd in 2018 het zogeheten Vollgeld-initiatief in een referendum in stemming gebracht. Het voorstel behelsde het instellen van een monopolie van de Zwitserse centrale bank op geldschepping, waarmee deze functie dus zou worden onttrokken aan de private banken. Het initiatief werd verworpen met ongeveer 76% tegen 24%, bij een opkomst van 34%.